# Plectroctena macgeei
Plectroctena macgeei är en myrart som beskrevs av Bolton 1974. Plectroctena macgeei ingår i släktet Plectroctena och familjen myror. Inga underarter finns listade i Catalogue of Life.

## Bildgalleri

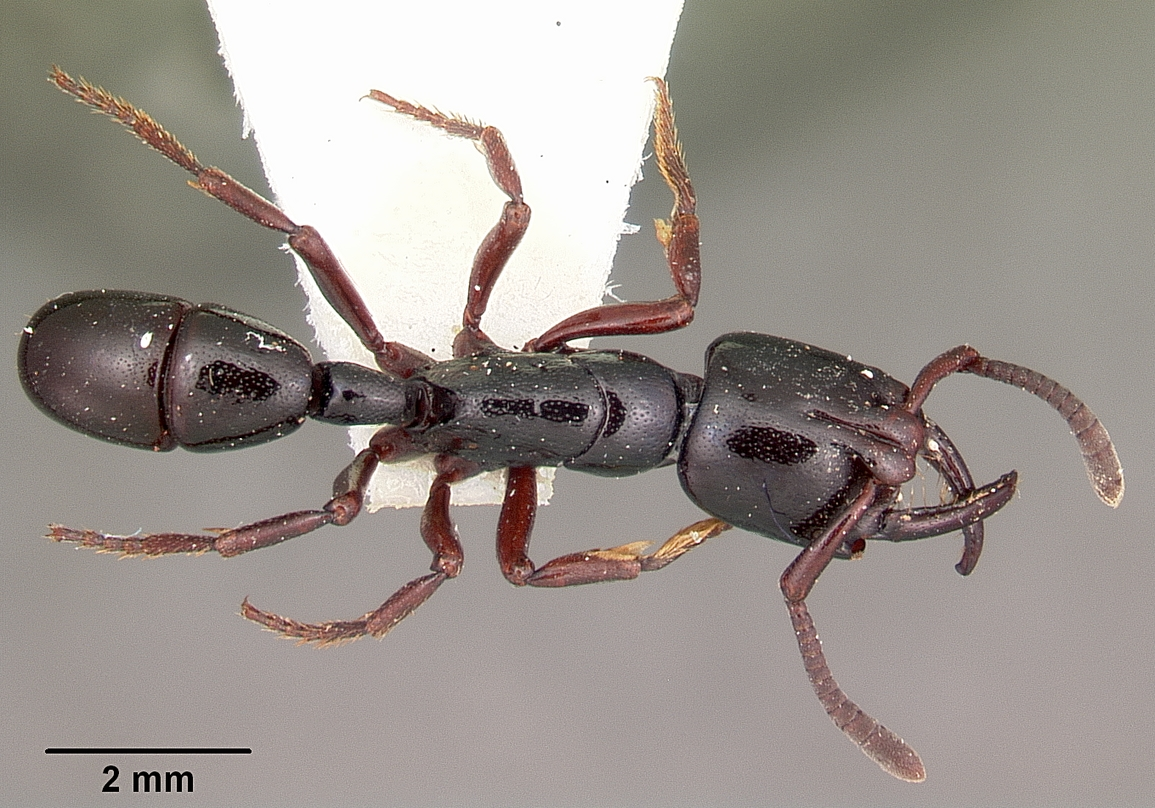
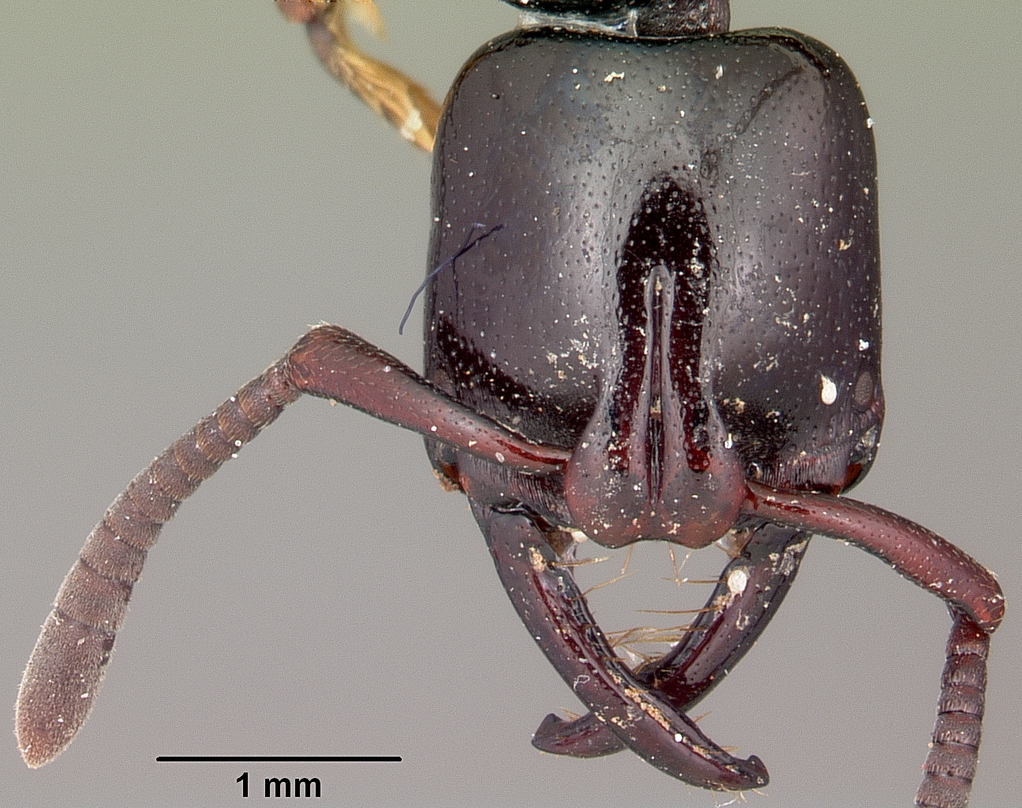
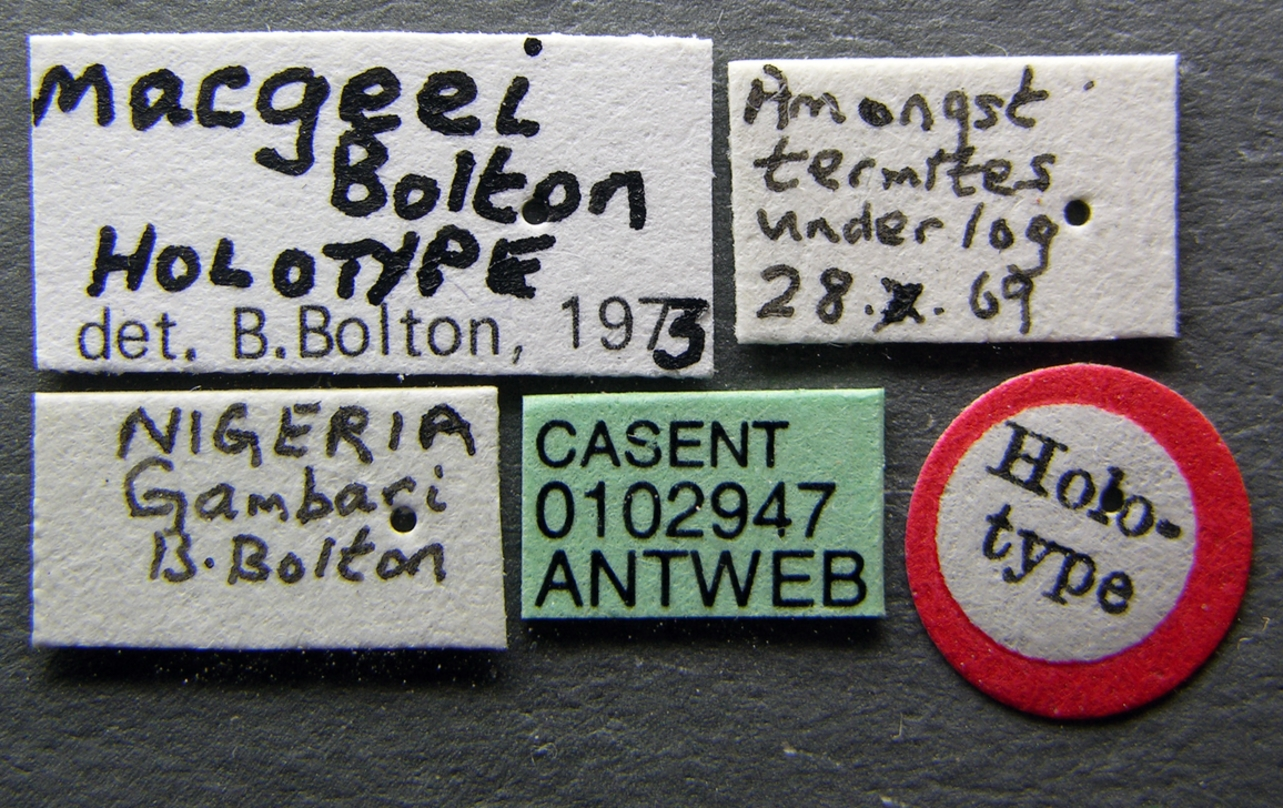
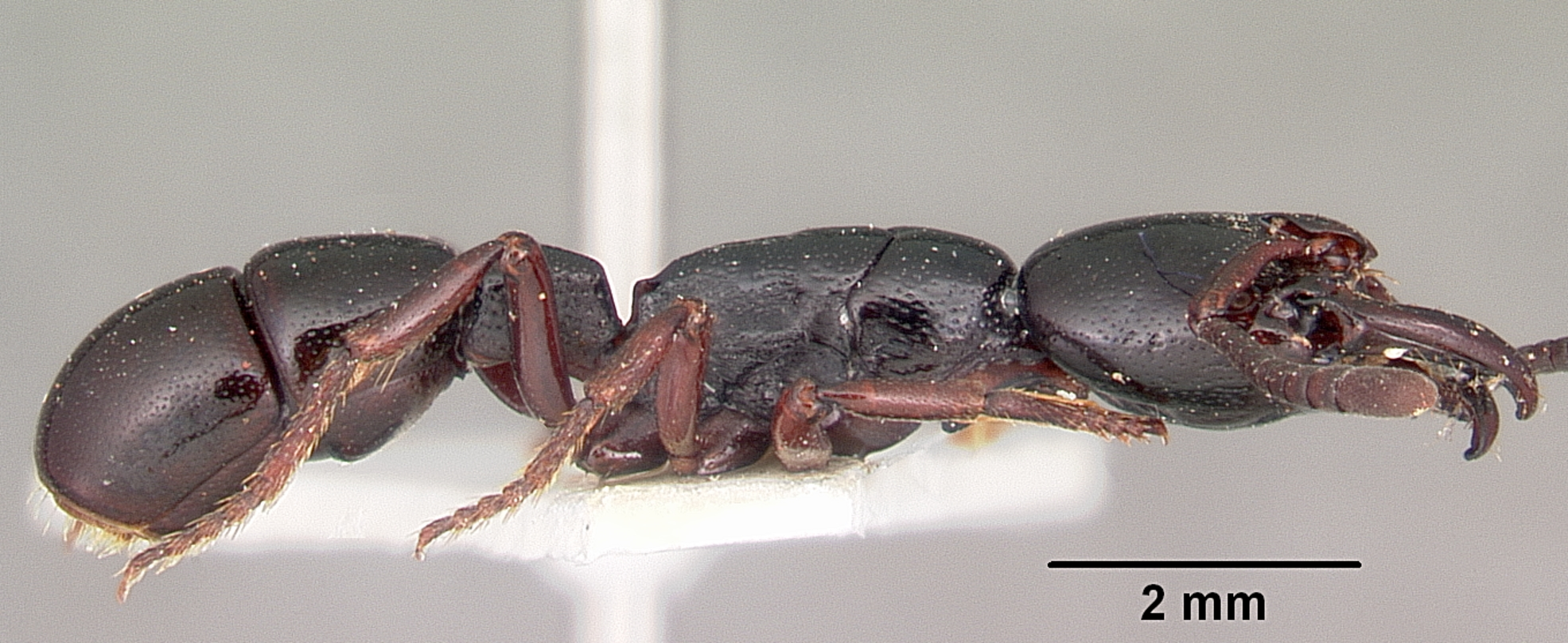